# Issekutz Lívia
Issekutz Lívia, Küttel Dezsőné (Kolozsvár, 1918. november 30. – Budapest, 1991. augusztus 23.) erdélyi örmény családból származó magyar orvos, gyógyszerész, farmakológus, egyetemi docens.

## Családja, tanulmányai
Az erdélyi örmény nemesi Issekutz (Iszikutzián) család leszármazottja.   A híres Issekutz gyógyszerészfamíliába született. Édesapja Issekutz Béla (1886–1979). 1941-ben végzett a Királyi Magyar Pázmány Péter Tudományegyetem orvosi karán, 1950-ben gyógyszerészdoktori oklevelet szerzett, a gyógyszerésztudomány kandidátusa 1961-ben lett. Férje dr. Küttel Dezső (1917–1991) volt. 1991-ben Budapesten hunyt el, a Farkasréti temetőben nyugszik.

## Munkássága, tudományos fokozatai
A SOTE gyógyszertani intézetében dolgozott: 1949–51 között gyakornokként, 1951–1961 között tanársegédként, 1961–1970 között adjunktusként, 1970–1978 között pedig docensként. Kurarin hatású szerek, ammóniumvegyületek és aminokretonok előállításával, farmakológiai vizsgálatokkal foglalkozott. Jelentős eredményeket ért el a narkóziséter és az oxidációs termékek toxicitásának vizsgálata területén.

## Művei
- Paraméciumok gázcseréje (Apjával közösen, Matematikai és Természettudományi Értesítő, 1942)
- Kísérletek a kurarin hatású biszkvaterner ammóniumsók előállítására. Gyógyszerészdoktori értekezés (Budapest, 1950)
- A narkóziséter és autooxidációs termékeinek összehasonlító vizsgálata. Kandidátusi értekezés (Budapest, 1960)
- Az aether ad narcosim szennyezésének vizsgálata, Acta Pharmaceutica Hungarica (Budapest, 1961)
- Gyógyszerrendelés (Issekutz Bélával, Budapest, 1964, 4. átdolgozott kiadás: 1979)[4]